# Famille Nesme
 (juillet 2025).
 (juillet 2025).
- Si vous ne connaissez pas le sujet, laissez ce bandeau (vous pouvez alors contacter les auteurs).
- Si vous supprimez le contenu mis en cause (vous pouvez préalablement contacter les auteurs),

argumentez précisément cette suppression dans la page de discussion
(un manque de référence n'est pas un argument ; une recherche réelle de référence doit avoir été effectuée, être formellement documentée).
Pour les articles homonymes, voir Nesme.
La famille Nesme est une famille d’orfèvres lyonnais exerçant au XVIIIe siècle. 
L’activité familiale débute au début du XVIIIe siècle lorsque les trois fils du marchand lyonnais Pierre Nesme accèdent à la charge de maîtres orfèvres de la cour des monnaies de Lyon, leur notoriété est telle que les membres de la famille se trouvent régulièrement nommés parmi les maîtres garde de la Confrérie des orfèvres de Lyon.
Cependant leur ascension fut aussi rapide que leur déclin, ainsi la dissolution de la confrérie entraina la fin de la famille Nesme.

## Histoire

### L'ascension d'une famille

#### Les débuts
Sans que l’on en connaisse les raisons, trois des enfants du marchand Pierre Nesme, Denis I, André Denis et Blaise, commencent leur apprentissage en orfèvrerie sur la ville de Lyon. 
À la suite d'un apprentissage de huit ans dont la durée fut fixée en 1565. Après un temps de compagnonnage ils accédèrent tous trois à la maîtrise pour lesquelles ils réussirent les épreuves théoriques et techniques, respectivement en 1715, 1720 et 1727. 
C’est lorsqu’ils prêtèrent serment que leurs poinçons fut enregistré pour la première fois et que le nom de la famille Nesme s’inscrivit dans l’histoire de l’orfèvrerie.

#### Assoir la position familiale
Le nombre de maîtres ne cessa d’augmenter. À la veille de la Révolution, en 1788, il y avait au sein de la corporation de Lyon 53 maîtres établis, 12 veuves, 12 postulants, 18 compagnons qui ont fait leur apprentissage à Lyon et 24 fils de maîtres encombrent la profession.
Néanmoins, l’avantage dont jouissaient les fils de maîtres favorise, à Lyon comme ailleurs, l’existence de grandes familles d’orfèvres dont les membres se transmettaient le métier de génération en génération, constituant de véritables dynasties. C’est ainsi que les fils des orfèvres Nesme furent à leur tour recommandés par leurs pères et devinrent maîtres.

#### La charge de garde
Le rôle des gardes consistait essentiellement à administrer la communauté, à faire respecter les règlements de leur métier, à contrôler, par l’essai, le titre des ouvrages exécutés par leurs confrères et à marquer ces ouvrages de leur poinçon de jurande, ce qui, sous leurs responsabilités, en garantissait le titre (= degré de fin contenu dans les matières d’or et d’argent. Le titre se calculait en carats. Le marc se divisait en 24 carats, le carat en 8 deniers et le denier en 24 grains).
Les Lyonnais ne comportant qu’une seule communauté d’orfèvres, celle de Lyon. Privés de jurés gardes, les orfèvres isolés, tels que Blaise Nesme, étaient rattachés à la communauté de Lyon et soumis au contrôle de ses gardes. En effet Villefranche ne comptait aucun maître en 1727 lorsque Blaise Nesme s’installa après son enregistrement auprès de la Monnaie de Lyon. Dès lors, trois autres membres de la famille Nesme exercèrent successivement dans la capitale du Beaujolais jusqu’à la Révolution. Recevant rarement la visite des gardes, dans l’impossibilité de faire marquer régulièrement leurs ouvrages des poinçons de la ville et de la jurande, ces orfèvres devaient les marquer de leur seul poinçon de maître et peut être le frappait-ils à trois reprises, comme on le reprochait à Blaise Nesme, en 1749.

#### Lieu de travail
C’est dans un esprit de communauté que les différents membres de la famille vivaient à proximité l’un de l’autre autour de l’église Saint-Nizier alors un quartier très prisé des orfèvres lyonnais. Les différents membres de la famille ne travaillaient pas ensemble, chacun étant maître orfèvre sans dépendre de l’autre et possédait son propre poinçon de maître.
Une partie de la famille Nesme exerce également la profession d’orfèvre à Villefranche-sur-Saône où ils détiennent le monopole.

### La fin brutale d’une dynastie
En 1776 la situation des orfèvres se complique lorsque Turgot décide de mettre fin à l’âge des corporations. Bien que bon nombre d’entre elles soient supprimées, celle des orfèvres survit et ne disparaîtra qu’après une suite de mesures et de contre mesures. 
Ainsi ce n’est que bien des années plus tard par la loi du 2 mars 1791, que seront abolies toutes les corporations. Le 3 avril de la même année, un décret rétablit exceptionnellement les communautés d’orfèvres. Cependant le siège de Lyon et les représailles de la Convention achevaient de ruiner la ville et c'est par la loi du 19 brumaire an VI (9 novembre 1797) que fut définitivement supprimée la corporation des orfèvres.
François est alors seul membre de la famille Nesme qui poursuit son activité. 
Au cours du siècle suivant, le nom de Nesme réapparait parmi les maîtres orfèvres lyonnais. Il s’agit de l’atelier Berger-Nesme alors reconnu pour l’orfèvrerie religieuse. En revanche, on ne peut pas faire avec certitude le lien entre les orfèvres Nesme de l’Ancien Régime et Henri Nesme né en 1856 associés de cet atelier avec Charles-Frédéric Berger.

## Arbre généalogique
- Pierre Nesme, marchand.
  - Denis I Nesme x Marie Villette (m.o. 1715)
    - Frédéric I Nesme (m.o. 1749)

  - André Denis Nesme (m.o. 1720)
    - Denis II Nesme (1729 - † av. 1788) (m.o.1753)
      - François Nesme (1766) (m.o.1788)

    - Pierre Nesme († 1776) (m.o.1753)

  - Blaise Nesme († av. 1770) (m.o. 1727)
    - Théodore Nesme aussi appelé Nesme-Mory (1736) (m.o. 1760)
    - Frédéric II Nesme (m.o. 1770)
    - Gabriel Nesme (m.o. 1788)

## Membres notables et réalisations

### Denis I Nesme
Fils de Pierre Nesme, marchand.
Le 20 février 1715, il prête serment de maître devant la Cour des Monnaies et fait insculper « deux lettres DN, une étoile au-dessous, une couronne au-dessus).
Il devient maître garde de 1724 à 1728 et profite de sa position pour cautionner son fils Frédéric I.
Œuvres repérées : Tasse à Vin 1741, Plateau 1744-50, Gobelet 1749-1750, Calice 1752-3, etc.

### André Denis Nesme
Fils de Pierre Nesme, marchand.
Aussi connu sous le nom de Nesme le jeune.
Reçu maître le 1er aout 1720, il prête serment devant la cour des Monnaies et fait insculper « : « A D N et une couronne au-dessus »
Le 26 janvier 1729, il prête serment de juré-garde devant la cour des Monnaies et le 24 janvier 1731 il prête serment de nouveau juré-garde. 
Il est Maître garde entre 1741-45 et résidait rue Lanterne.
Il cautionna ses deux fils Pierre et Denis II mais aussi son neveu Théodore Nesme.
Œuvres repérées : Boîte à épices 1723-24, Croix reliquaire 1720-61 (église du Rhône), Cuiller à ragoût 1723-4, Coupe de mariage en collaboration avec son frère Denis 1727-8 (originalité de la gravure d’armoiries accolées sur les oreilles en plis du couvercle), etc.

### Blaise Nesme († av. 1770)
Fils de Pierre Nesme, marchand.
Il réalise son apprentissage à Lyon auprès de Pierre III Barberet de 1713-1719.
Le 6 septembre 1727, il est reçu maître-orfèvre « pour la ville de Villefranche en Beaujolais, où il n’y a aucun maistre » et pour cela présente pour chef-d’œuvre un moutardier d’argent ciselé
Poinçon : BN, une couronne au-dessus et un croissant au-dessous.
En 1749 il fut accusé pour défaut de poinçons de jurande et pour marquer ses pièces trois fois de son poinçon de maître.
Blaise Nesme eut cinq enfants dont trois, Théodore, Frédéric II et Gabriel, devinrent orfèvres.
Œuvres repérées : Tasse à Vin 1727 - av 1770

### Frédéric I Nesme
Fils de Denis I Nesme.
En 1747 il est encore compagnon et estime, sous le nom de Nesme fils, la vaisselle d’argent du sieur Lepoivre, avocat à Lyon. Il n'est reçu maître  que le 5 juillet 1749 devant la Cour des monnaies.
Poinçons : Lettres FN, une couronne au-dessus et une roze au-dessous ou les deux lettres FN un point au milieu.
De 1753-55 il devient maître –garde. En 1770 il est juré garde et réside rue saint jean. En 1772 il prête serment de nouveau juré-garde.
En 1777 il fut nommé garde par le Consulat le plaçant alors au milieu d'une affaire de pouvoir. En effet, les officiers du Consulat avaient procédé au choix de quatre gardes en s’autorisant de l’article XIII de l’édit de janvier 1777. La Monnaie, redevenue un siège ordinaire et jalouse de ses anciennes prérogatives, n’approuva pas ce choix. Elle décida de nommer, à son tour « ses quatre gardes ». C’est à cette occasion que, le 31 mai, le Procureur général ordonna une visite générale chez les gardes maîtres nommés par le consulat. Ils découvrirent alors des bagues à bas titre chez Frédéric Nesme, marchandises n’étant pas en règle.
Ce n’est pas pour autant que cela entrava la carrière de Frédéric Nesme. Un arrêt du Conseil d’État annula l’arrêt de la Cour des Monnaies du 3 septembre qui maintenait les gardes désignés par la Monnaie de Lyon au profit de ceux choisis par le consulat dont F. Nesme faisait partie. (P41-2)
Œuvres mentionnées : Quatre Calices et Patènes, pour le chevalier de Nablet de Chènelette, commandeur du Bugey, 1750, Dix-sept Bagues unies, 1777 .
Œuvres repérées : Burettes et Plateau, 1756  provenant de l’hôtel-Dieu du musée des hospices civils de Lyon. Ouvrage de style rocaille, l’orfèvre y fait preuve d’une grande liberté et d’une grande invention dans la disposition et le traitement du décor du plateau bordé d’une riche moulure à rocaille chantournée. Le décor ciselé et maté en relief sur les burettes rappelle quant à lui  le plissé d’une étoffe, tout en dessinant un écu sur le devant de la panse. Frédéric I Nesme aurait certainement été influencé par les dessins de Pierre Germain publiés à Paris en 1748.

### Denis II Nesme (1729 - † av. 1788)
Fils d’André Nesme.
Reçu maître le 18 aout 1753 en même temps que son frère Pierre. Il est nommé maître garde en 1766.
Poinçon : « DN une couronne au-dessus, une fleur de lys au-dessous »

### Pierre Nesme († 1776)
Fils d’André Nesme.
Reçu maître le 18 aout 1753. Il fut maître garde et maître de métier de 1758-62. 
Il demeura à l’Herberie
Poinçon : PN ou PN, une couronne au-dessus, une fleur de lys au-dessous

### Théodore Nesme aussi appelé Nesme-Mory (1736)
Fils de Blaise Nesme, orfèvre à Villefranche. 
Il suit son apprentissage à Lyon chez Frédéric Nesme, jusqu'à recevoir sa maîtrise en 1760, après avoir présenté pour chef-d’œuvre : une tasse à deux anses. Bien que maître orfèvre à Villefranche, il choisit de se marier pour rester sur Lyon.
Ainsi, le 21 mars 1767 il est reçu maître à Lyon à titre privilégié et réalise une cuiller à ragoût unique. 
Poinçons : T.N ou TN surmonté d’une couronne avec une étoile au-dessous, TN une couronne au-dessus.
Il fut maître gardes les années 1781-2 et 1784-7.
L’an VII il figure sur l’état nominatif des orfèvres-joaillers de la nouvelle commune du Rhône.
Après la saisie à son appartement, situé rue des orfèvres, de 319 objets en or ou en argent, non revêtus de la marque, le tribunal correctionnel de Lyon le condamna le 26 juillet 1800 à une amende de 200 francs, et ordonna que les ouvrages saisis soient portés au bureau de garantie, pour y être marqués, et remis ensuite à l'orfèvre, en acquittant les droits.
Néanmoins, la cour cassait le jugement en pourvoi, tenant compte que la saisie tenait compte que de vieux ouvrages, marqués seulement des poinçons anciens. Ceux-ci étaient destinés à la refonte et les neuf objets, non marqués, n'étaient pas achevés. 
Œuvres repérées : Tasse à Vin, 1760-176, Tasse à Vin marquée AT Germain (collection particulière)

### Frédéric II Nesme
Fils de Blaise Nesme, orfèvre à Villefranche.
Le 7 avril 1770, il est reçu maître pour Villefranche, par la Cour des Monnaies de Lyon. Il réalise pour chef-d’œuvre une tasse d’argent cannelée et bossettée.
Il fut également nommé juré-garde les années 1777 1785-6 et eu la fonction de juré-garde l’année 1782.
Il insculpe deux poinçons : FN et FN surmonté d’une couronne et un croissant de lune au-dessous.
Œuvres repérées : Tasse à Vin 1770-1786 (collection particulière, vente 2 juin 1997, Paris n°196), Tasse à Vin 1775-77 (collection particulière, vente 15 avril 1986, Paris, n°167), Plat en collaboration avec Pierre Bérardier 1786 (collection particulière).

### François Nesme (1766)
Fils de Denis II Nesme.
Il prête serment de maître le 27 novembre 1788 et choisit deux poinçons : FN ou FN couronnés et une petite fleur au bas, ou encore un losange avec  FN et deux fleurons entre 1813 et 1818

### Gabriel Nesme
Fils de Blaise Nesme.
Il est reçu maître en 1788 et prête serment à la fois au Consulat (le 1er mai) et à la cour des Monnaies. Il est d’abord orfèvre à Lyon puis à Villefranche jusqu’en 1799.
Inculpation : GN et GN couronnés et en bas une tête humaine.
Il est mentionné sur l’état nominatif de la nouvelle communauté comme orfèvre à Villefranche en 1799.
Œuvres repérées : Tasse à Vin 1778-1780, Tasse à Vin marquée C. Chatre 1778-1781 (collection particulière)